# Atyriodes parapostica
Atyriodes parapostica är en fjärilsart som beskrevs av Paul Dognin 1900. Atyriodes parapostica ingår i släktet Atyriodes och familjen mätare. Inga underarter finns listade i Catalogue of Life.